# 愛有點沉重的暗黑精靈從異世界緊追不放
《愛有點沉重的暗黑精靈從異世界緊追不放》是中乃空創作的青年漫畫，於2021年9月17日起在竹書房旗下網上漫畫平台WEB Comic Gamma+連載。
2024年9月6日，宣佈獲改編為電視動畫，於2025年4月至6月播放。

## 登場人物
瑪莉亞貝爾（聲：高橋未奈美）
本作女主角。黑暗精靈。
喜歡日向，為了他從異世界追過來現世。目前與日向同居生活中。在原本的世界裡，她因為身為黑暗精靈，受到人類的迫害，所以對其懷有仇恨。然而受到日向幫助並真誠對待她之後，開始對他產生戀情，並且在他們的冒險過程中，這種感情逐漸昇華。她和日向彼此相愛，但她的愛極其強烈，正因如此，當其他女人接近日向時，她自己的佔有欲會變得極強。
春原日向（聲：河村梨惠）
本作男主角。轉生至異世界成為勇者的16歲高中生，直到打倒魔王回到原本世界。小時候父母在一場車禍中喪生，而他被父母所救。這使他產生了「必要時，他必須犧牲自己來保護他人」的意識，這是他作為勇者被召喚到異世界的決定性因素。
持田咲良（聲：丸山京夏）
日向的同學，圖書管理員。暗戀日向。瑪莉亞貝爾發現這件事後，決定轉學到日向的學校。但她最終成為瑪利亞貝爾在日向的世界中的第一個朋友。
賽西爾（聲：高橋雛子）
女神官，日向在異世界的冒險同伴。個性認真。本來異世界的存在是必須隱匿的事實，梅和賽西爾來此是為了在問題發生之前將貝爾帶回去。兩人之後決定一邊在日向的世界生活，一邊繼續執行監視貝爾的任務。
梅（聲：真野步）
亞人族女孩，日向在異世界的冒險同伴。個性天真爛漫。

## 出版書籍
| 卷數 | 竹書房        | 竹書房                 | 東立出版社   | 東立出版社             |
| 卷數 | 發售日期      | ISBN                   | 發售日期     | ISBN                   |
| ---- | ------------- | ---------------------- | ------------ | ---------------------- |
| 1    | 2022年11月7日 | ISBN 978-4-80-197888-1 | 2024年6月6日 | ISBN 978-626-372-612-3 |
| 2    | 2023年7月6日  | ISBN 978-4-80-198085-3 |              |                        |
| 3    | 2024年9月6日  | ISBN 978-4-80-198446-2 |              |                        |
| 4    | 2025年3月6日  | ISBN 978-4-8019-8579-7 |              |                        |

## 電視動畫

### 製作人員
- 原作：中乃空
- 導演：所俊克
- 劇本統籌、劇本：高林祐樹
- 角色設計：田村一彥
- 色彩設定：古川康一
- 美術監督：湖山真奈美
- 攝影監督：
- 剪輯：柳圭介
- 音響監督：高桑一
- 音樂：遠藤千尋
- 動畫製作：Eilas
- 製作：WWWave

### 主題曲
片頭曲
演唱：破天荒夫婦，作詞、作曲：，編曲：
片尾曲
演唱、作詞、作曲：Kecori，編曲：小椋健司

### 各话列表
| 话数   | 标题               | 分镜       | 演出       | 作画監督                                  | 总作画監督 | 首播日期      |
| ------ | ------------------ | ---------- | ---------- | ----------------------------------------- | ---------- | ------------- |
| 第1话  | 在异世界邂逅的女孩 | 所俊克     | 所俊克     | sun qing、wang xiao ming、西本真哲        | 西本真吾   | 2025年 4月7日 |
| 第2话  | 上学去             | 所俊克     | 申罗罗     | 金贞顺                                    | 西本真吾   | 4月14日       |
| 第3话  | 購物               | 神谷真纪   | 神谷真纪   | 西本真吾、sun qiang、wang xiao ming、Hang | 西本真吾   | 4月21日       |
| 第4话  | 來自異世界的訪客   | 所俊克     | 小野田雄亮 | 山本真嗣                                  | -          | 4月28日       |
| 第5话  | 鄰居               | 所俊克     | 申羅羅     | 金貞順                                    | 西本真吾   | 5月5日        |
| 第6话  | 帶孩子             | 所俊克     | 粟井重紀   | sun qiang、wang xiao ming                 | 西本真吾   | 5月12日       |
| 第7话  | 愛與病             | 神谷真纪   | 神谷真纪   | 西本真吾、sun qiang、wang xiao ming、Hang | -          | 5月19日       |
| 第8话  | 銷售人員出道 前篇  | 小野田雄亮 | 小野田雄亮 | 山本真嗣                                  | -          | 5月26日       |
| 第9话  | 銷售人員出道 後篇  | 松井仁之   | 申羅羅     | 金貞順                                    | 西本真吾   | 6月2日        |
| 第10话 | 與你的距離         | 所俊克     | 申羅羅     | 金貞順                                    | 西本真吾   | 6月9日        |
| 第11话 | 海的誘惑？         | 所俊克     | 神谷真纪   | 山本真嗣、金貞順                          | 西本真吾   | 6月16日       |
| 第12話 | 與你相遇           | 所俊克     | 申羅羅     | 山本真嗣、西本真吾、金貞順                | 西本真吾、 | 6月23日       |

### 播映平台
| 播放日期             | 播放時間（UTC+9）  | 播放電視台 | 播放地區 | 備註                    |
| -------------------- | ------------------ | ---------- | -------- | ----------------------- |
| 2025年4月7日—6月23日 | 星期一 1:05—1:35   | TOKYO MX   | 東京都   |                         |
|                      | 星期一 1:05—1:35   | BS11       | 日本全域 | BS放送 / 『ANIME+』時段 |
|                      | 星期一 23:00—23:30 | AT-X       | 日本全域 | CS放送                  |

### BD / DVD
| 卷数 | 发售日期          | 收录话数     | 规格编号   | 规格编号   | 规格编号   |
| 卷数 | 发售日期          | 收录话数     | BD限定版   | BD通常版   | DVD        |
| ---- | ----------------- | ------------ | ---------- | ---------- | ---------- |
| 上卷 | 2025年8月27日预定 | 第1话—第6话  | WVAR-00003 | WVAR-00002 | WVAR-00001 |
| 下卷 | 2025年9月24日预定 | 第7话—最终话 |            | WVAR-00005 | WVAR-00004 |

## 外部連結
- 漫畫官方網站 （日語）
- 電視動畫官方網站 （日語）
- 電視動畫官方的X（前Twitter） （日語）